# Anna Bergmann (Kulturwissenschaftlerin)
Anna Bergmann (* 26. April 1953 in Michelbach/Unterfranken) ist eine deutsche Kulturhistorikerin.

## Werdegang
Nach dem Studium der Politik- und Sozialwissenschaften am Otto-Suhr-Institut und der Promotion am Fachbereich Politische Wissenschaften der Freien Universität Berlin und am Institut für Geschichte der Medizin der Freien Universität Berlin über die Geschichte der Rassenhygiene und Eugenik im Deutschen Kaiserreich, folgte die Habilitation an der Kulturwissenschaftlichen Fakultät der Europa-Universität Viadrina Frankfurt (Oder). Sie erhielt ein Promotionsstipendium an der Freien Universität Berlin und ein Habilitationsstipendium an der Humboldt-Universität zu Berlin, war Stipendiatin u. a. des Hamburger Instituts für Sozialforschung (1984–1987) und Visiting Fellow am Institute for Human Sciences in Wien (2006). Sie war Wissenschaftliche Mitarbeiterin am Institut für Soziologie der Freien Universität, Abteilung Kultursoziologie und Historische Anthropologie unter der Leitung von Dietmar Kamper (1990–1995) sowie am Kulturwissenschaftlichen Seminar der Humboldt-Universität zu Berlin (1996–1999) im Rahmen des interdisziplinären Schwerpunktprogramms der Deutschen Forschungsgemeinschaft (1000) Theatralität. Theater als kulturelles Modell in den Kulturwissenschaften und des von Hartmut Böhme geleiteten Teilprojekts Die Theatralisierung des Todes – eine Untersuchung von zwei epistemologischen Brüchen in der Konstitutionsgeschichte des modernen Körpermodells. Als Gastprofessorin war sie an den Universitäten Graz (1999–2000), Klagenfurt (2001 und 2005/2006), Braunschweig (2005–2006), Innsbruck (2007), Wien (Wintersemester 2011/12) und als Senior Lecturer für die „Geschichte der Kindheit“ am Institut für Erziehungswissenschaft der Leopold-Franzens-Universität Innsbruck (2010–2018) tätig.
Anna Bergmann forscht und publiziert zu den Themen Kulturgeschichte der Anatomie und medizinischen Menschenexperiments, der Transplantationsmedizin, Wahrnehmungsgeschichte des Körpers und des Todes, Geschichte der Geschlechterverhältnisse und Kindheit, Seuchen- und Quarantänepolitik, Geschichte der Rassenhygiene, Eugenik und Humangenetik.
Sie initiierte im Rahmen ihrer Forschung zusammen mit Götz Aly, Gabriele Czarnowski, Annegret Ehmann und Susanne Heim nach einer eineinhalbjährigen Blockierung seitens der Universitätsleitung am 15. September 1987 die Anbringung einer Gedenktafel an das Gebäude Ihnestraße 22 des Otto-Suhr-Instituts der Freien Universität Berlin, ohne dass diese Montage autorisiert worden war. Es handelte sich um den 60. Jahrestag des in diesem Haus zwischen 1927 und 1945 befindlichen Kaiser-Wilhelm-Instituts für Anthropologie, menschliche Erblehre und Eugenik der Kaiser-Wilhelm-Gesellschaft (heute Max-Planck-Gesellschaft), das im Dienst der nationalsozialistischen rassenbiologischen Forschung und Vernichtungspolitik stand.

## Schriften (Auswahl)
- Frauen, Männer, Sexualität und Geburtenkontrolle. Die Gebärstreikdebatte 1913 in Berlin. In: Karin Hausen (Hrsg.): Frauen suchen ihre Geschichte. Historische Studien zum 19. und 20. Jahrhundert. C. H. Beck Verlag, München 1983, ISBN 3-406-09276-4.
- Die verhütete Sexualität. Die Anfänge der modernen Geburtenkontrolle. Rasch & Röhring Verlag, Hamburg 1992, ISBN 3-89136-452-0 (zugleich phil. Diss., FU Berlin 1988).
- Die verhütete Sexualität. Die medizinische Bemächtigung des Lebens. Aufbau Taschenbuch Verlag, Berlin 1998, ISBN 3-7466-1394-9.
- Mit Ulrike Baureithel: Herzloser Tod: Das Dilemma der Organspende. Klett-Cotta Verlag, Stuttgart 1999/2001, ISBN 3-608-91958-9 (ausgezeichnet als „Wissenschaftsbuch des Jahres 2000“).
- Wissenschaftliche Authentizität und das verdeckte Opfer im medizinischen Erkenntnisprozess. In: Erika Fischer-Lichte, Christian Horn, Isabel Pflug, Matthias Warstat (Hrsg.): Inszenierung von Authentizität. Tübingen/Basel 2000, ISBN 3-7720-2941-8, S. 323–350.
- Tödliche Menschenexperimente in Kolonialgebieten. Die Lepraforschung des Arztes Eduard Arning auf Hawaii 1883–1886. In: Ulrich van der Heyden, Joachim Zeller (Hrsg.): Macht und Anteil an der Weltherrschaft. Berlin und der deutsche Kolonialismus. Unrast, 2005, ISBN 3-89771-024-2.
- Bénédict Augstin Morel (1809–1873). In: Personenlexikon der Sexualforschung. Hrsg. von Volkmar Sigusch, Günter Grau, Campus Verlag, Frankfurt/New York 2009, ISBN 978-3-593-39049-9.
- Der zerlegte Körper im Spannungsfeld von Säkularisierung und Magie. Animistische Vorstellungen in der Kulturgeschichte der Transplantationsmedizin. In: Hilmar Schramm, Hilmar, Ludger Schwarte, Jan Lazardzig, Jan (Hrsg.): Spuren der Avantgarde: Theatrum anatomicum. Frühe Neuzeit und Moderne im Kulturvergleich. De Gruyter, Berlin/New York 2011, ISBN 978-3-11-022371-2, S. 285–312.
- Am Vorabend einer neuen Sexualmoral? Die Debatte um den „Gebärstreik“ im Jahr 1913. In: INDES. Zeitschrift für Politik und Gesellschaft (2/2013), ISSN 2191-995X, S. 90–97.
- Darstellungen des Tötens und Getötetwerdens in der deutschen Berichterstattung über den Afghanistan- und Irakkrieg. In: Paragrana. Internationale Zeitschrift für Historische Anthropologie: Töten, Affekte, Akte und Formen 20 (2011), H. 1, ISSN 0938-0116, ISBN 978-3-05-005265-6, S. 292–315.
- Genealogien von Gewaltstrukturen in Kinderheimen. In: Michaela Ralser, Reinhard Sieder (Hrsg.): Die Kinder des Staates. StudienVerlag, Innsbruck/Wien/Bozen 2014, ISBN 978-3-7065-5334-6, S. 82–116.
- Der entseelte Patient. Die moderne Medizin und der Tod. Aufbau-Verlag, Berlin 2004, ISBN 3-351-02587-4. 2. Auflage: Franz Steiner Verlag, Stuttgart 2015, ISBN 978-3-515-10760-0. TB: Franz Steiner Verlag, Stuttgart 2019, ISBN 978-3-515-12370-9 (Print), ISBN 978-3-515-10765-5 (E-Book)
- ‚Rasse’ und Raum in Thilo Sarrazins Schrift Deutschland schafft sich ab. In: Claudia Bruns Claudia (Hrsg.): ‚Rasse’ und Raum. Topologien zwischen Kolonial-, Geo- und Biopolitik: Geschichte, Kunst Erinnerung. Reichert Verlag, Wiesbaden 2017, ISBN 978-3-95490-036-7, S. 311–335.
- Gastherausgeberin: Praxis PalliativeCare. Für ein gutes Leben bis zuletzt. Die palliative Seite der Organtransplantation (44/2019), ISSN 1867-7126
- Die Abtreibungspraxis im Deutschen Kaiserreich. In: Digitales Frauenarchiv. 17. Mai 2021 (digitales-deutsches-frauenarchiv.de).
- Genealogien des Desinfektions- und Hygienediskurses. In: LIMINA. Grazer theologische Perspektiven 5, (2022), H. 1, ISSN 2617-1953, S. 17–52 (Online).
- Zur Geschichtsmächtigkeit von Angst. In: Praxis PalliativeCare (57/2022), ISSN 1867-7126, S. 14–18.
- Eugenische Traditionslinien am Lebensanfang und Lebensende. In: Zeitschrift für medizinische Ethik. Wissenschaft – Kultur – Religion 68 (2022), H. 4, ISSN 0944-7652, S. 395–424 (Online).
- Vertrauenstechnologien und Organ-‚Spende‘. Solidarität, christliche Nächstenliebe, islamische Barmherzigkeit und Heldentum. In: Praxis PalliativeCare (65/2024), ISSN 1867-7126, S. 44–47.